# Loukozoa
Loukozoa (del griego loukos = ranura) es un grupo de protistas excavados que consiste en Metamonada y Malawimonadea. Por otro lado, Ancyromonadida está estrechamente relacionado con este grupo, como hermana de todo el grupo, o como hermana de Metamonada.
Loukozoa fue propuesto por Cavalier-Smith en 1999 y originalmente incluía a Anaeromonadea y Jakobea. En 2013, constaba de cuatro grupos: Tsukubea, Jakobea, Metamonada y Malawimonadea. En 2017, Cavalier-Smith eliminó a Tsukubea y Jakobea de Loukozoa, colocándolos en su lugar correcto en Discoba y propuso la posible inclusión de Ancyromonadida.
Dado que la raíz de los eucariotas probablemente está cerca de Loukozoa o Discoba en el parafilético Excavata se estudian estas agrupaciones para brindar información única sobre los primeros eucariotas. Se ha sugerido que Loukozoa junto con Podiata forman un clado amplio denominado Opimoda, también es posible que Loukozoa sea parafilético con respecto a Podiata.
Son protozoos marinos y de agua dulce que se alimentan de bacterias y de otros pequeños protozoos. Son organismos biflagelados, nadadores o sésiles (fijos al sustrato). La acción de los flagelos genera corrientes de agua que utilizan para capturar el alimento. Presentan un surco de alimentación ventral, típico de los excavados, que utilizan para ingerir el alimento con la ayuda de los flagelos.